# Gerd Udo Feller
Gerd Udo Feller (* 12. April 1943 in Dillingen/Saar) ist ein deutscher Schauspieler, Sprecher, Sänger und Theaterregisseur.

## Biografie
Feller absolvierte ein Studium in der Schauspielschule Oscar von Schab, Sologesang an der Musikhochschule München sowie ein Germanistik-Studium an den Hochschulen von Freiburg und München. Von 1975 bis 1980 war er als Mitgründer am Theater im Forum in Stuttgart beteiligt und lehrte an der Hochschule für Musik und Darstellende Kunst Stuttgart. Dort gründete er die Schauspielschule Werkstatt für Theaterarbeit. 1980 und 1981 war er Oberspielleiter der Kammerspiele Paderborn.
Von 1981 bis 2007 arbeitete er als freier Regisseur. Er war zudem Gründungsmitglied und Leiter des Theater der Veröffentlichung in München bis 1992. Dort inszenierte er die Uraufführungen von Max Beckmanns Ebbi (1981) und Das Hotel (1984) sowie die deutsche Erstaufführung von Bruno Bayens Schliemann beim Theaterfestival in München.
Im Fernsehen sah man ihn u. a. in Geschichten aus dem alten Simpl, Klenze, Vater wider Willen und Tatort. Von 1995 bis 2007 spielte er im Marienhof den Schuldirektor Friedrich Dettmer. Feller ist zudem in der Werbekampagne für den RWE-Autostrom seit dem 25. August 2009 als Herr Ahrens im Fernsehen zu sehen.
Als Gesangssolist trat er mit Robert Schumanns Dichterliebe beim Meraner Musikfestival und Michail Glinkas Ruslan und Ljudmila bei den Niedersächsischen Musiktagen auf. Außerdem sang er u. a. Arnold Schönbergs Gurre-Lieder und Franz Schuberts Winterreise. Für das Plattenlabel Naxos nahm er von 1998 bis 2003 einige literarische Hörbücher mit Interpretationen und Rezitationen von Johann Wolfgang von Goethe, Heinrich Heine, Franz Kafka und E. T. A. Hoffmann auf.

## Filmografie (Auswahl)
- 1995–2009: RWE-Autostrom, Fernsehwerbung
- 1995–2007: Marienhof, Fernsehserie
- 1998: Tatort: Bienzle und der Champion, Fernsehreihe
- 1998: Vater wider Willen, Fernsehserie
- 1995: Dicke Freunde
- 1995: Ehen vor Gericht, Fernsehreihe, 1 Folge
- 2005: Die Rosenheim-Cops, Fernsehserie, 1 Folge
- 2014: Die Rosenheim-Cops, Fernsehserie, 1 Folge
- 2019: SOKO Stuttgart, Tod im Wasser

## Inszenierungen
- Ebbi, Kammerspiele Paderborn und Haus der Kunst, München
- Das Hotel, Kammerspiele Paderborn und Haus der Kunst, München
- Schliemann, Theaterfestival München
- Ekklesiazusen, Iphigenie, Antigone, Elektra, Clavigo, Die Atriden in der Glyphotek München
- Turandot im Gasteig, München (1987)

## Hörbücher
- 1998: Don Juan / Ritter Gluck (E. T. A. Hoffmann)
- 1998: Die neue Melusine – Das Märchen (Johann Wolfgang von Goethe)
- 1998: Spiegel, das Kätzchen (Gottfried Keller)
- 1998: Memoiren des Herrn von Schnabelewopski (Heinrich Heine)
- 1998: Eine Geschichte, Gedichte und Musik zu Weihnachten (diverse Autoren)
- 1999: Peter Schlemihls wundersame Geschichte (Adelbert von Chamisso)
- 1999: Kleider machen Leute (Gottfried Keller)
- 1999: Ein Landarzt und andere Erzählungen (Franz Kafka)
- 1999: Goethes Reisen im Harz (Johann Wolfgang von Goethe)
- 1999: Sanctus (Vollständiger Text) (E. T. A. Hoffmann)
- 1999: Novelle und ausgewählte Gedichte (Johann Wolfgang von Goethe)
- 1999: Der junge Paris und Gedichte des jungen Goethe (Johann Wolfgang von Goethe)
- 1999: Lyrisches Intermezzo (Heinrich Heine)
- 2000: Der Sandmann (E. T. A. Hoffmann)
- 2000: Aufzeichnungen eines Irren (Nikolaj Gogol)
- 2000: Der Affe als Mensch – Erzählungen (diverse Autoren)
- 2000: Mozart auf Reise nach Prag (Eduard Mörike)
- 2001: Betrachtung – 18 Erzählungen (Franz Kafka)
- 2001: Ein Hungerkünstler und andere Erzählungen (Franz Kafka)
- 2001: Buch der Lieder (Heinrich Heine)
- 2003: Weiße Nächte (Fjodor Michailowitsch Dostojewski)